# Phakumba
Phakumba (en népalais : फाकुम्बा) est un comité de développement villageois du Népal situé dans le district de Taplejung. Au recensement de 2011, il comptait 3 476 habitants.